# Visp (stacja kolejowa)
Visp (niem: Bahnhof Visp) – stacja kolejowa w Visp, w kantonie Valais, w Szwajcarii. Jest najważniejszą stacją kolejową w kantonie Valais oraz jedną z dziesięciu z najbardziej ruchliwych stacji w całej Szwajcarii. Codzienne zatrzymuje się tu 230 pociągów i obsługiwanych jest około 18.400 pasażerów.

## Przebudowa stacji
W wyniku konkursu architektonicznego, nowy budynek dworca został zbudowany w Visp wraz z otwarciem Lötschberg-Basistunnel. Nowy budynek dworca posiada cztery piętra i niebieską, szklaną elewację. W 2007 roku stacja Visp wygrała inauguracyjną Nagrodę ruchu, która jest przyznawana szczególnie dobrze zaprojektowanym szwajcarskim węzłom komunikacyjnych.
Po otwarciu Lötschberg Tunel, stacja Visp stał się główną stacją przesiadkową dla okolicznych miast, takich jak Sion i Martigny, i obszarów sportów zimowych, takich jak Saas-Fee, Saas-Grund i Zermatt, częściowo dlatego, że tunel bazowy wyłania się krótko przed Visp i omija większe miasta.
W następstwie przebudowy stacji, populacja Visp znacznie wzrosła. Podczas gdy miasto miało 6 100 mieszkańców w 2006 roku, liczba ludności wzrosła w 2008 do 7 100 mieszkańców. Oznacza to wzrost o prawie 10% w ciągu zaledwie dwóch lat. Powodem wzrostu jest nowa dzielnica mieszkaniowa Visp-West, która również jest konsekwencją przebudowy stacji. W ciągu zaledwie trzech lat Visp-West powinien pomieścić kolejne 3000 mieszkańców.

## Linie kolejowe
- Linia Simplon
- Linia Lötschberg-Basistunnel
- Linia Brig-Visp-Zermatt